# D Mob
D Mob (o D-Mob) es uno de los nombres artísticos del productor house británico Dancin' Danny D (nacido como Daniel Kojo Poku).

## Discografía
- 1989: A Little Bit of This, a Little Bit of That